# In My Lifetime, Vol. 1
In My Lifetime, Vol. 1 är Jay-Z:s andra album, utgivet den 4 november 1997 . Albumet fick positiva recensioner från kritikerna men fansen var inte nöjda med Jay-Zs mer kommersialiserade stil. Albumet har en mer poporienterad stil än debutskivan Reasonable Doubt och fick en platinaskiva efter att ha sålt mer än 1,2 miljoner exemplar i USA.

## Låtlista
1. "Intro/Rhyme No More/A Million and One Questions"
2. "The City Is Mine" (med Blackstreet)
3. "I Know What Girls Like" (med Puff Daddy & Lil' Kim)
4. "Imaginary Player"
5. "Streets Is Watching"
6. "Friend or Foe '98"
7. "Lucky Me"
8. "(Always Be My) Sunshine" (med Foxy Brown & Babyface)
9. "Who You Wit II"
10. "Face Off" (med Sauce Money)
11. "Real Niggas" (med Too $hort)
12. "Rap Game/Crack Game"
13. "Where I'm From"
14. "You Must Love Me"